# وائل زيدان
وائل زيدان (9 مارس 1970)  ممثل ومنتج سوري.

## حياته ومشواره المهني
ولد في مدينة دمشق نشأ في أسرة محافظة، كان جده الشيخ شكري زيدان مختار البلدة، أما والده غالب زيدان فكان يعمل كموظف في وزارة الداخلية، هو شقيق الممثلين  أيمن زيدان و شادي زيدان ولديه شقيق تؤام اسمه مهند ،خطوته الأولى في التمثيل كانت عام 1999 في  مسلسل جواد الليل  مع المخرج باسل الخطيب ،يعتبر من أوائل المنتجين المسؤولين عن تصدير كوادر فنية للعالم العربي.

## أعماله

### تقديم البرامج
- ورجيني شطارتك 2024

### في السينما
- صورة  2002
- أهل الشمس سوريون 2015
- رحلة يوسف 2022

### في التلفزيون
- جواد الليل 1999
- ليل المسافرين 2000
- بطل من هذا الزمان 2000
- ألو جميل ألو هناء 2001
- حنين 2002
- أنشودة المطر 2003
- الوزير وسعادة حرمه 2006
- رجل الإنقلابات 2007
- قلب أبيض 2009
- أيام الدراسة ج1 2011
- ولادة من الخاصرة 2011
- رجال العز 2011
- أيام الدراسة ج2 2012
- بنات العيلة 2012
- ولادة من الخاصرة ساعات الجمر 2012
- غدا نلتقي 2015
- عناية مشددة 2015
- العراب - نادي الشرق  2015
- العراب - تحت الحزام  2016
- طوق البنات 4  2017
- أهل الغرام 3-خماسية يا جارة الوادي  2017
- الواق واق 2018
- مسافة أمان  2019
- أيامنا الحلوة 2020
- بروكار 2020
- الجوكر 2020
- أحلى أيام 2020 (بدور الأستاذ عدنان)
- على صفيح ساخن 2021
- المنصة ج 2
- أبجد هلوس ج2  2022
- الوسم 2022
- جوقة عزيزة 2022
- بروكار 2022
- مع وقف التنفيذ 2022
- بقعة ضوء 15 2022
- حوازيق 2022
- ضيف على غلفة 2023
- زقاق الجن 2023
- العربجي 2023
- مربى العز 2023
- بيت أهلي 2024
- العربجي  2024

## مدير إنتاج للعديد من المسلسلات منها
- ألو جميل ألو هناء 2001
- هولاكو 2002
- زمان الصمت 2003
- الوزير وسعادة حرمه 2006
- رجل الإنقلابات 2007
- القعقاع بن عمرو التميمي 2010
- زمن البرغوت 2012 – الجزء الأول
- العراب - نادي الشرق 2015
- العراب - تحت الحزام  2016

## روابط خارجية
- وائل زيدان على موقع IMDb (الإنجليزية)
- وائل زيدان على موقع قاعدة بيانات الأفلام العربية